# Bizarre Inc
Bizzare Inc – grupa produkująca głównie house i dance-pop, pochodząca ze Stafford w Anglii. Początkowo zespół tworzyło dwóch angielskich didżejów: Dean Merdith i Mark Archer.

## Kariera
Początkowo, Merdith i Archer jako duo, rozpoczęli projekt pod nazwą ‘Blue Chip Records’, aby zająć się nagrywaniem utworów z gatunku Acid House oraz Techno. Ich pierwsze single, były (i nadal są) dostępne tylko na płytach winylowych. Singiel „It’s Time To Get Funky” (BLUE C14R), którego nazwa potem została zmieniona na „Time to Get Funky” (BLUE C14RR), oraz debiutancki album zawierający sześć utworów „Technological”, były napisane oraz wyprodukowane przez Merditha i Archera.
W 1990, Archer opuścił Merditha, aby dołączyć do innego projektu, z czego większa część była dla Network Records. Przez długi czas, był on znany jako DJ Nex, potem wydawał utwory pod różnymi nazwami jak Mr.Nex, O.P.D., czy Xen Mantra. W tym samym roku, dwaj doświadczeni didżeje, Andrew Meecham i Carl Turner, dołączyli do Bizzare Inc, formując trio. Ich pierwszy singiel, który razem nagrali, „Bizarre Theme”/„X-Static” został średnio przyjęty, jednak ich następny utwór „Playing With Knives” okazał się ich największym przebojem, siedmio- i dwunastocalowe winyle, zostały zamówione przez kilkunastu europejskich wydawców.
Rok później został wydany album „Energique”. W 1993, Bizzare Inc dwukrotnie trafiło na listę United States Hot Dance Club Play. Singiel „I’m Gonna Get You” spędził dwa tygodnie w styczniu na pierwszym miejscu, oraz osiągnął numer 47 na liście Billboard Hot 100, krótko potem wydali utwór „Took My Love” który przez dwa tygodnie pod koniec lipca, był na pierwszym miejscu. W obydwóch utworach, uczestniczyła „Angie Brown” jako wokalistka. Pod koniec 1993, trzeci utwór „Love In Motion” trafił na czwarte miejsce.

## Single
| Rok  | Tytuł                                          | UK | U.S. Dance | U.S. |
| ---- | ---------------------------------------------- | -- | ---------- | ---- |
| 1989 | „Time To Get Funky” („It’s Time To Get Funky”) | –  | –          | –    |
| 1989 | „Technological”                                | –  | –          | –    |
| 1990 | „Bizarre Theme”/„X-Static”                     | –  | –          | –    |
| 1991 | „Playing with Knives”                          | 43 | –          | –    |
| 1991 | „Such a Feeling”                               | 13 | –          | –    |
| 1991 | „Playing with Knives”                          | 4  | –          | –    |
| 1991 | „Raise Me”                                     | –  | –          | –    |
| 1992 | „I’m Gonna Get You”                            | 3  | 1          | 47   |
| 1993 | „Love in Motion”                               | –  | 4          | –    |
| 1993 | „Took My Love”                                 | 19 | 1          | –    |
| 1996 | „Kee The Music Strong”                         | 33 | –          | –    |
| 1996 | „Surprise”                                     | 21 | –          | –    |
| 1996 | „Get Up Sunshine Street”                       | 45 | –          | –    |
| 1999 | "Playing with Knives" (remix)                  | 30 | –          | –    |